# Condica illecta
Condica illecta là một loài bướm đêm thuộc họ Noctuidae. Nó được tìm thấy ở both the Indo-Australian và Thái Bình Dương tropics, bao gồm Borneo, Hawaii, Hồng Kông, Ấn Độ, New Guinea, quần đảo Society, Đài Loan và Queensland và New South Wales ở Úc.
Sải cánh dài khoảng 40 mm. Adults are brown with an indistinct complex wingpattern.
Ấu trùng ăn các loài Asteraceae khác nhau, bao gồm Ageratum houstonianum, Bidens pilosa và Calendula officinalis. Ấu trùng non có màu xanh lá cây với đầu màu nâu.

## Hình ảnh

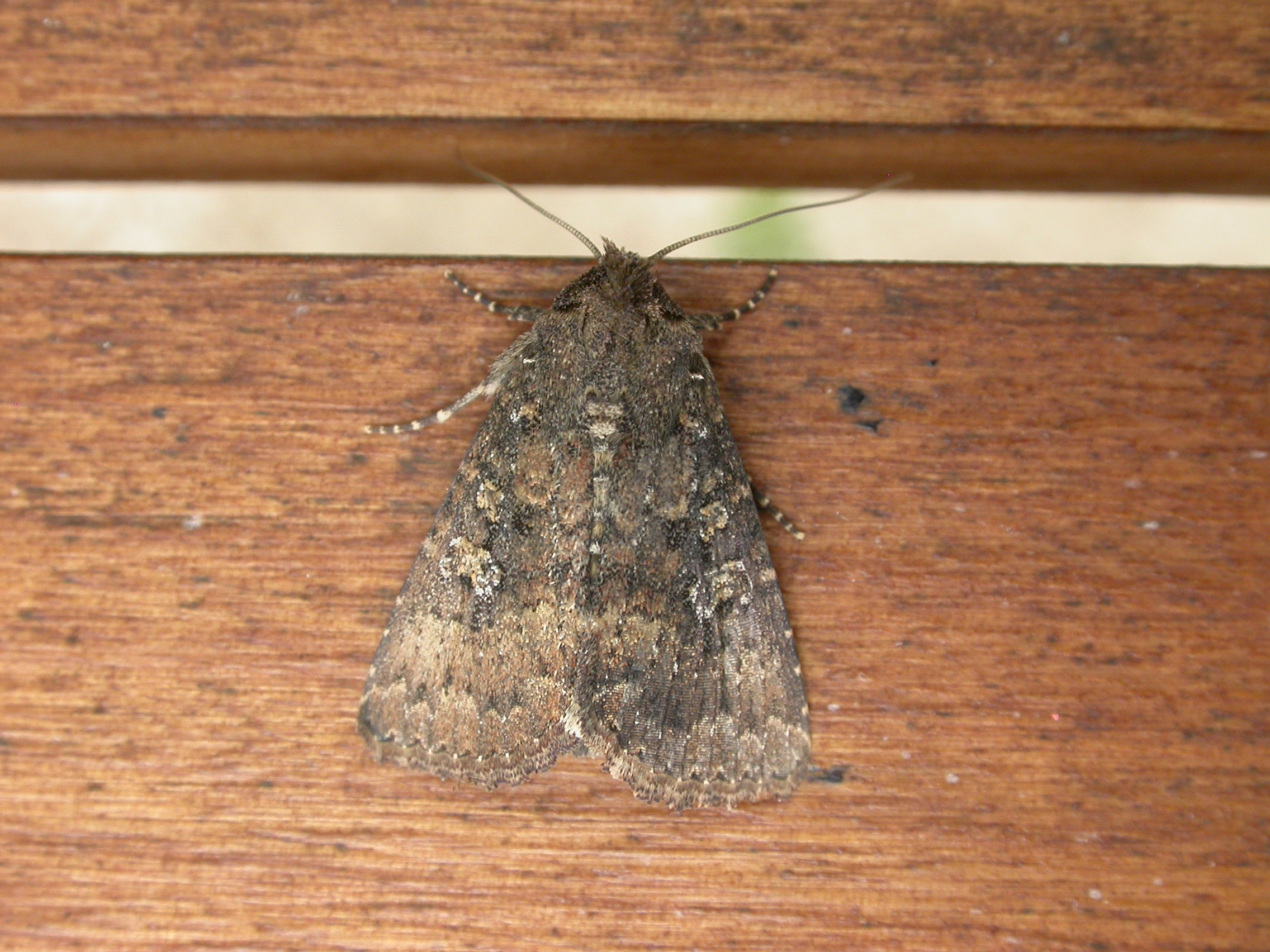
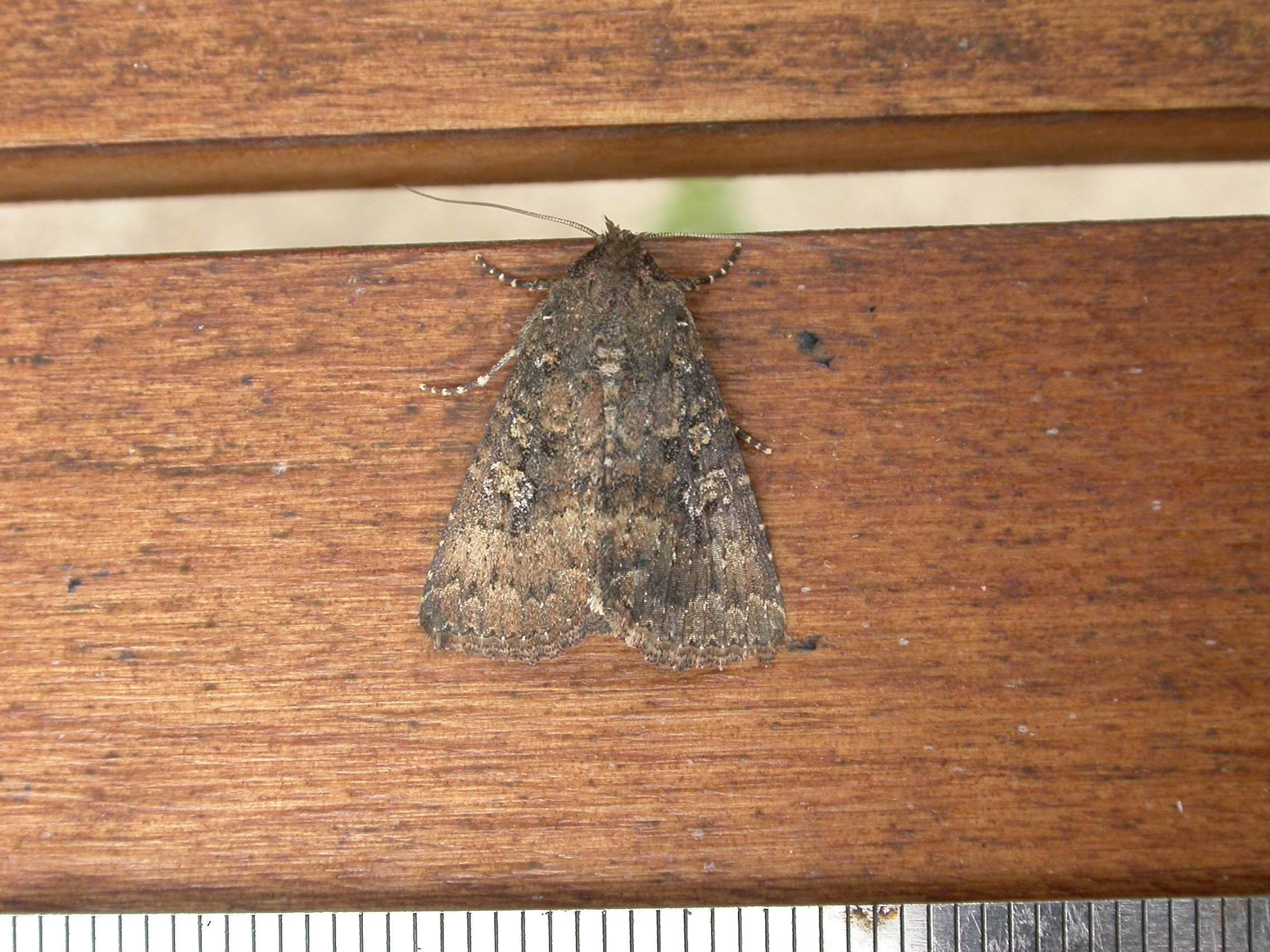